# The Velvet Underground
The Velvet Underground foi uma banda de rock americana formada em Nova Iorque em 1964, considerada por muitos a primeira banda de rock alternativo. A formação original consistia no cantor e guitarrista Lou Reed, o multi-instrumentista John Cale, o guitarrista Sterling Morrison e o baterista Angus MacLise. MacLise seria substituído por Moe Tucker em 1965, que tocou na maioria das gravações da banda. Sua integração do rock e da vanguarda alcançou pouco sucesso comercial durante a existência do grupo, mas agora são reconhecidos como uma das bandas mais influentes do rock, underground, experimental e alternativo. O assunto muitas vezes provocativo do grupo, os experimentos musicais e as atitudes muitas vezes trangressivas também se mostraram influentes no desenvolvimento do punk rock e da música new wave.
Originalmente, o grupo se apresentou sob vários nomes antes de se estabelecer no The Velvet Underground em 1965. O artista pop Andy Warhol tornou-se o empresário da banda em 1966, e eles serviram como a house band no coletivo de arte de Warhol conhecido como "The Factory" e o show multimídia itinerante de Warhol , o Exploding Plastic Inevitable, de 1966 a 1967. Seu álbum de estreia, The Velvet Underground & Nico (com a cantora e modelo alemã Nico), foi lançado em 1967 com indiferença da crítica e vendas fracas, mas desde então tem sido aclamado. Eles lançaram mais três álbuns, White Light/White Heat, The Velvet Underground e Loaded, com Doug Yule substituindo Cale pelos dois últimos, e sem nenhum desempenho à altura das expectativas das gravadoras ou de Reed, o líder da banda.
O grupo se desfez funcionalmente no início dos anos 1970, quando todos, exceto Yule, deixaram a banda. Uma turnê no Reino Unido abortada com Yule como líder da banda e com novos músicos seguidos em 1973, e um álbum final lançado em nome da banda, Squeeze, consistindo principalmente de Yule com alguns músicos de sessão, marcou o fim da banda para um tempo. Todos os membros continuaram a colaborar no trabalho solo uns dos outros ao longo dos anos 1970 e 1980, e um álbum retrospectivo de "raridades", VU, foi lançado em 1985. Uma reunião completa da banda veio no início dos anos 1990, com Reed, Cale, Tucker e Morrison tocando uma série de shows bem recebidos em 1993, e lançando um álbum ao vivo da turnê, Live MCMXCIII.
Após a morte de Morrison em 1995, os três membros restantes tocaram juntos em uma única apresentação no Rock and Roll Hall of Fame em 1996, a última vez que a banda tocou junta musicalmente. Em 2004, o Velvet Underground ficou em 19.º lugar na lista da Rolling Stone dos "100 Maiores Artistas de Todos os Tempos". O New York Times escreveu que o Velvet Underground era "indiscutivelmente a banda de rock americana mais influente do nosso tempo".

## História

### Primeiros anos e shows iniciais (1964–1966)
As bases para o que se tornaria o Velvet Underground foram lançadas no final de 1964. O cantor, compositor e guitarrista Lou Reed tocou com algumas bandas de garagem de curta duração e trabalhou como compositor para a Pickwick Records (Reed descreveu sua ocupação como sendo "Carole King de um homem pobre"). Reed conheceu John Cale, um galês que se mudou para os Estados Unidos para estudar música clássica ao conseguir uma bolsa de estudos com Leonard Bernstein. Cale trabalhou com alguns compositores experimentais como John Cage, Cornelius Cardew e La Monte Young, e se apresentou no Theatre of Eternal Music de Young, embora também estivesse interessado em música rock. O uso de drones estendidos por Young seria uma profunda influência no som inicial da banda. Cale ficou agradavelmente surpreso ao descobrir que as tendências experimentalistas de Reed eram semelhantes às suas: Reed às vezes usava afinações alternativas de guitarra para criar um som monótono. A dupla ensaiou e se apresentou junto; sua parceria e interesses compartilhados construíram o caminho para o que mais tarde se tornaria o Velvet Underground.
O primeiro grupo de Reed com Cale foi o The Primitives, um grupo de curta duração reunido para lançar gravações com preços acessíveis e apoiar um single antidance escrito por Reed, "The Ostrich", ao qual Cale adicionou uma passagem de viola. Reed e Cale recrutaram Sterling Morrison - um colega de faculdade de Reed na Universidade de Syracuse - como substituto de Walter De Maria, que havia sido um terceiro membro dos The Primitives. Reed e Morrison tocavam guitarras, Cale tocava viola, teclado e baixo e Angus MacLise juntou-se na percussão para completar a formação inicial de quatro membros. Este quarteto foi primeiro chamado de The Warlocks, depois de Falling Spikes. The Velvet Underground, de Michael Leigh, era uma brochura contemporânea do mercado de massa sobre a subcultura sexual secreta do início dos anos 1960; O amigo de Cale e associado do Dream Syndicate, Tony Conrad, mostrou ao grupo, e MacLise sugeriu adotar o título como nome da banda. De acordo com Reed e Morrison, o grupo gostou do nome, considerando-o evocativo do "cinema underground", e adequado, pois Reed já havia escrito "Venus in Furs", uma música inspirada no livro de mesmo nome de Leopold von Sacher-Masoch, que tratava do masoquismo. A banda imediatamente e por unanimidade adotou The Velvet Underground como seu novo nome em novembro de 1965.
O recém-nomeado Velvet Underground ensaiou e se apresentou em Nova York. Sua música era geralmente muito mais relaxada do que se tornaria mais tarde: Cale descreveu essa época como uma reminiscência da poesia beat, com MacLise tocando suaves "ritmos de pitter e patter atrás do drone".
Em julho de 1965, Reed, Cale e Morrison gravaram uma fita demo em seu loft na Ludlow Street sem MacLise, porque ele se recusava a ficar preso a uma agenda e só aparecia nos ensaios da banda quando queria. Quando ele retornou brevemente à Grã-Bretanha, Cale tentou dar uma cópia da fita para Marianne Faithfull, esperando que ela passasse para Mick Jagger, vocalista dos Rolling Stones. Nada aconteceu disso, mas a demo acabou sendo lançada no box set de 1995 Peel Slowly and See.
O empresário e jornalista musical Al Aronowitz organizou o primeiro show pago do grupo - 75 dólares para tocar na Summit High School, em Summit, Nova Jérsia, abrindo para a Myddle Class. Quando eles decidiram aceitar o show, MacLise deixou o grupo abruptamente, protestando contra o que ele considerava uma traição; ele também não estava disposto a ser informado quando começar e parar de tocar. "Angus estava nisso pela arte", relatou Morrison.
MacLise foi substituída por Maureen "Moe" Tucker, a irmã mais nova do amigo de Morrison, Jim Tucker. O estilo de tocar de Tucker era bastante incomum: ela geralmente tocava em pé em vez de sentada e tinha uma configuração de bateria abreviada de tom-toms, caixa e bumbo virado para cima, usando marretas com tanta frequência quanto baquetas e raramente usando pratos (ela admite que sempre odiava címbalos). Quando a banda pediu para ela fazer algo incomum, ela virou o bumbo de lado e tocou de pé. Depois que sua bateria foi roubada de um clube, ela os substituiu por latas de lixo trazidas de fora. Seus ritmos, ao mesmo tempo simples e exóticos (influenciados por discos como Babatunde Olatunji e Bo Diddley), tornaram-se uma parte vital da música do grupo, apesar das objeções iniciais de Cale à presença de uma baterista feminina. O grupo ganhou um show pago regular no Café Bizarre e ganhou uma reputação inicial como um conjunto promissor.

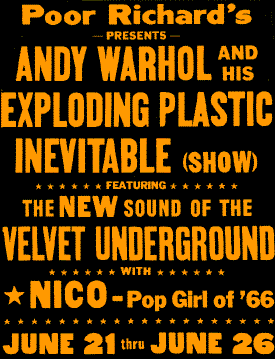
Cartaz anunciando o The Velvet Underground, 1966.

### Andy Warhol e aExploding Plastic Inevitable (1966–1967)
Em 1965, depois de ser apresentado ao Velvet Underground pela cineasta Barbara Rubin, Andy Warhol tornou-se o empresário da banda e sugeriu que eles usassem a cantora alemã Nico (nascida como Christa Päffgen) em várias músicas. A reputação de Warhol ajudou a banda a ganhar um perfil mais alto. Ele ajudou a banda a garantir um contrato de gravação com a Verve Records da MGM, com ele mesmo como "produtor" nominal, e deu aos Velvets rédea solta sobre o som que eles criaram.
Durante a estada com Andy Warhol, a banda passou a fazer parte de seu show itinerário multimídia, Exploding Plastic Inevitable, que combinou os filmes de Warhol com a música da banda, que fez uso de dispositivos minimalistas, como drones. Warhol incluiu a banda em seu show em um esforço para "usar o rock como parte de um trabalho de arte interdisciplinar maior baseado em performance" (McDonald). Eles fizeram shows por vários meses na cidade de Nova Iorque, depois viajaram pelos Estados Unidos e Canadá até sua última edição em maio de 1967. Durante um curto período em setembro de 1966, quando Cale estava doente, o músico vanguardista Henry Flynt e o amigo de Reed, Richard Mishkin, se revezaram para cobri-lo.
O show incluia projeções de filmes de 16 mm de Warhol, combinados com um show de luzes estroboscópicas projetado por Danny Williams. Por causa das luzes punitivas, a banda passou a usar óculos escuros no palco. Os primeiros pôsteres promocionais se referiam ao grupo como o "inevitável plástico em erupção". Isso logo mudou para "o inevitável plástico explodindo".
Em 1966, MacLise voltou temporariamente ao Velvet Underground para alguns shows do EPI quando Reed estava sofrendo de hepatite e incapaz de se apresentar. Para essas aparições, Cale cantou e tocou órgão, Tucker mudou para baixo e MacLise estava na bateria. Também nessas aparições, a banda frequentemente tocava uma jam estendida que eles apelidaram de "Booker T", em homenagem ao músico Booker T. Jones. Algumas dessas performances foram lançadas como um bootleg; eles permanecem o único registro de MacLise com o Velvet Underground.
De acordo com Morrison, diz-se que MacLise se arrependeu de deixar o Velvet Underground e queria voltar, mas Reed proibiu especificamente isso e deixou claro que esse período era apenas temporário. MacLise ainda se comportava de forma excêntrica com o tempo e o comércio e seguia seu próprio relógio: por exemplo, ele apareceu meia hora atrasado para um show e continuou com meia hora de bateria para compensar sua chegada tardia, muito depois do set ter terminado.
Em dezembro de 1966, Warhol e David Dalton projetaram a edição 3 da multimídia Aspen. Incluídos nesta edição da "revista", que custava 4 dólares por exemplar e estava embalado em uma caixa articulada projetada para se parecer com o sabão em pó Fab, estavam vários folhetos e livretos, um dos quais era um comentário sobre rock and roll de Lou Reed, outro jornal promocional do EPI. Também foi incluído um disco flexível de 2 lados: lado um produzido por Peter Walker, um associado musical de Timothy Leary; e o lado dois intitulado "Loop", creditado ao Velvet Underground, mas gravado apenas por Cale. "Loop", uma gravação exclusivamente de feedback de áudio pulsante culminando em um groove travado, foi "um precursor da Metal Machine Music [de Reed]", dizem os arquivistas do Velvets, M.C. Kostek e Phil Milstein no livro The Velvet Underground Companion. "Loop" também é anterior a muita música industrial.

Capa do álbum The Velvet Underground & Nico.

### The Velvet Underground & Nico(1967)
Por insistência de Warhol, Nico cantou com a banda em três músicas de seu álbum de estreia, The Velvet Underground & Nico. O álbum foi gravado principalmente no Scepter Studios em Nova Iorque em abril de 1966, mas por razões pouco claras, algumas músicas foram regravadas no TTG Studios em Los Angeles, junto com a nova música "Sunday Morning", no final do ano com Tom Wilson produzindo. O álbum foi lançado pela Verve Records no ano seguinte, em março de 1967. A capa do álbum é famosa por seu design de Warhol e apresenta um adesivo amarelo de banana com "Peel slowly and see" (Descasque devagar e veja) impresso perto da ponta. Aqueles que removiam a casca da banana encontravam uma banana cor de carne descascada embaixo.
Onze músicas mostraram o alcance dinâmico do Velvets, desviando dos ataques estrondosos de "I'm Waiting for the Man" e "Run Run Run", o monótono "Venus in Furs" e "Heroin", o carrilhão e celestial "Sunday Morning ", até a tranquila "Femme Fatale" e a terna "I'll Be Your Mirror", bem como a música favorita de Warhol do grupo, "All Tomorrow's Parties". Kurt Loder mais tarde descreveria "All Tomorrow's Parties" como uma "obra-prima hipnotizante do rock gótico". Fechando o álbum estava a vanguardista "The Black Angel's Death Song", seguida pela longa e cheia de comentários "European Son", que Reed dedicou ao seu professor de Syracuse, Delmore Schwartz.
O som geral foi impulsionado pelos vocais inexpressivos de Reed e Nico, a viola, o baixo e os teclados de Cale, a guitarra experimental de vanguarda de Reed, a guitarra frequentemente influenciada pelo R&B ou country de Morrison e a batida simples, mas estável e tribal de Tucker com uso esparso  de címbalos. Uma técnica usada em muitas músicas foi o "drone strum", um estilo de guitarra rítmica de colcheia usado por Reed. Embora Cale fosse o baixista habitual da banda, se ele mudasse para viola ou teclado, Morrison normalmente tocava baixo. Apesar de sua proficiência no instrumento, Morrison odiava tocar baixo. Por outro lado, algumas músicas tinham Reed e Morrison tocando suas guitarras habituais com Cale na viola ou teclado, mas sem ninguém tocando baixo.
O álbum foi lançado em 12 de março de 1967 (após um longo atraso da Verve), e alcançou a posição 171 nas paradas Top 200 da revista Billboard. O crescimento comercial do álbum foi prejudicado por uma reclamação legal: como a contracapa do álbum incluía uma foto do grupo no palco com uma imagem não autorizada projetada atrás deles do ator Eric Emerson de um filme de Warhol, Chelsea Girls, Emerson fez uma reclamação de 500.000 dólares pelo uso de sua imagem. Em vez de compensar Emerson pelos danos, a MGM Records cancelou toda a distribuição do álbum por quase dois meses até que os problemas legais fossem resolvidos (quando o disco havia perdido seu modesto impulso comercial), e o still foi apagado das cópias restantes do álbum. Quando o disco foi redistribuído nas lojas, enfrentou forte concorrência no mercado. O álbum foi redistribuído quase ao mesmo tempo que Sgt. Pepper's Lonely Hearts Club Band em junho de 1967, o que dificultou ainda mais o lançamento. Em relação ao atraso da MGM e da Verve em lançar o álbum, o empresário de Warhol, Paul Morrissey, disse uma vez o seguinte: "A Verve e a MGM não sabia o que fazer com o The Velvet Underground & Nico porque era tão peculiar. Eles não o lançaram por quase um ano. Tom Wilson da Verve/MGM só comprou o álbum de mim por causa de Nico. Ele não viu talento em Lou [Reed]." Em 1982, Brian Eno disse que, embora o álbum tenha vendido apenas 30.000 anos, "todo mundo que comprou uma dessas 30.000 cópias começou uma banda."

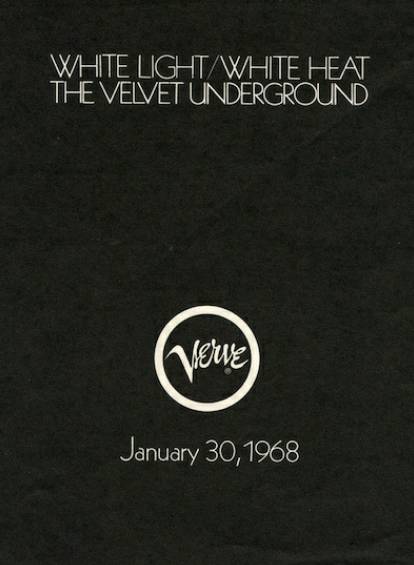
Um folheto anunciando o lançamento de White Light/White Heat.

### White Light/White Heate a partida de Cale (1968)
Nico seguiu em frente depois que os Velvets romperam seu relacionamento com Andy Warhol. Reed comentou uma vez sobre sua saída de Warhol: "Ele se sentou e conversou comigo. 'Você tem que decidir o que quer fazer. Você quer continuar apenas tocando em museus e festivais de arte de agora em diante? Ou você quer começar a se mudar para outras áreas? Lou, você não acha que deveria pensar nisso?' Então eu pensei sobre isso, e eu o demiti. Porque eu pensei que era uma das coisas a fazer se nós íamos nos afastar disso..." Steve Sesnick logo foi contratado como empresário substituto, muito para o desgosto de Cale, que acredita que Sesnick tentou empurrar Reed como líder da banda às custas da harmonia da banda. Tanto Cale quanto Reed chamaram Sesnick de "cobra" em diferentes entrevistas depois de deixar a banda. Em setembro de 1967, o Velvet Underground começou a gravar seu segundo álbum, White Light/White Heat, com Tom Wilson como produtor.
A banda tocou ao vivo com frequência, e suas performances se tornaram mais altas e mais ásperas e muitas vezes incluíam improvisações estendidas.

Warhol conseguiu que a banda conseguisse um contrato de patrocínio com a Vox para permitir que eles usassem equipamentos Vox, incluindo pedais de efeitos especiais e um órgão, de graça. Sterling Morrison acreditava que eles eram a primeira banda americana a obter um endosso do Vox.
Houve um vazamento fantástico porque todo mundo estava tocando tão alto e tínhamos tanto lixo eletrônico conosco no estúdio – todos esses fuzzers e compressores. Gary Kellgren, que é ultracompetente, nos disse repetidamente: "Você não pode fazer isso - todas as agulhas estão no vermelho". e reagimos como sempre reagimos: "Olha, não sabemos o que está acontecendo lá dentro e não queremos saber disso. Apenas faça o melhor que puder." E então o álbum é confuso, há todo aquele ruído branco... nós queríamos fazer algo eletrônico e energético. Tínhamos a energia e a eletrônica, mas não sabíamos que não poderia ser gravado... o que estávamos tentando fazer era realmente fritar as faixas.
Cale disse que enquanto a estreia teve alguns momentos de fragilidade e beleza, White Light/White Heat foi "conscientemente anti-beleza". A faixa-título define uma abertura dura; o baixista Cale dublou um piano que foi descrito como "um cruzamento entre Jerry Lee Lewis e Henry Cowell". Junto com músicas impetuosas como "Sister Ray" e "I Heard Her Call My Name", havia o sombriamente cômico "The Gift", um conto escrito por Reed e narrado por Cale em seu sotaque galês inexpressivo. A meditativa "Here She Comes Now" foi posteriormente regravada por Galaxie 500, Cabaret Voltaire e Nirvana, entre outros. O álbum foi lançado em 30 de janeiro de 1968, entrando na parada Billboard 200 por duas semanas, no número 199.
As tensões estavam crescendo: o grupo estava cansado de receber pouco reconhecimento por seu trabalho, e Reed e Cale estavam puxando o Velvet Underground em direções diferentes. As diferenças se mostraram nas últimas sessões de gravação que a banda teve com John Cale em 1968: três músicas pop na direção de Reed ("Temptation Inside Your Heart", "Stephanie Says" e "Beginning to See the Light") e um drone dirigido na direção de Cale ("Hey Mr. Rain"). Além disso, algumas músicas que a banda tocou com Cale em um show, ou que ele co-escreveu, não foram gravadas até depois que ele deixou o grupo (como "Walk It and Talk It", "Ride into the Sun" e "Condessa de Hong Kong").
Reed chamou Morrison e Tucker para uma reunião no Riviera Cafe no West Village sem o conhecimento de Cale, e os informou que Cale estava fora da banda; quando Morrison se opôs, Reed disse que ou Cale foi demitido ou os Velvets foram dissolvidos. Nem Morrison nem Tucker ficaram felizes com a ideia, mas diante da escolha de não ter Cale ou nenhuma banda, a dupla relutantemente ficou do lado de Reed.
Muitas vezes foi relatado que antes da partida de Cale (após White Light/White Heat) houve uma luta entre seus impulsos criativos e os de Reed: as tendências experimentalistas de Cale contrastaram com a abordagem mais convencional de Reed. De acordo com Tim Mitchell, no entanto, Morrison relatou que, embora houvesse tensão criativa entre Reed e Cale, seus efeitos foram exagerados ao longo dos anos. Cale fez seu último show com a banda no Boston Tea Party em setembro de 1968 e foi demitido pouco depois.
De acordo com Michael Carlucci, um amigo de Robert Quine, "Lou disse a Quine que a razão pela qual ele teve que se livrar de Cale na banda era que as idéias de Cale eram muito espalhadas. Cale tinha algumas idéias malucas. Ele queria gravar o próximo álbum com os amplificadores debaixo d'água, e [Lou] simplesmente não podia tê-lo. Ele estava tentando tornar a banda mais acessível." Em última análise, Morrison foi despachado por Reed para dizer a Cale que ele estava fora da banda.

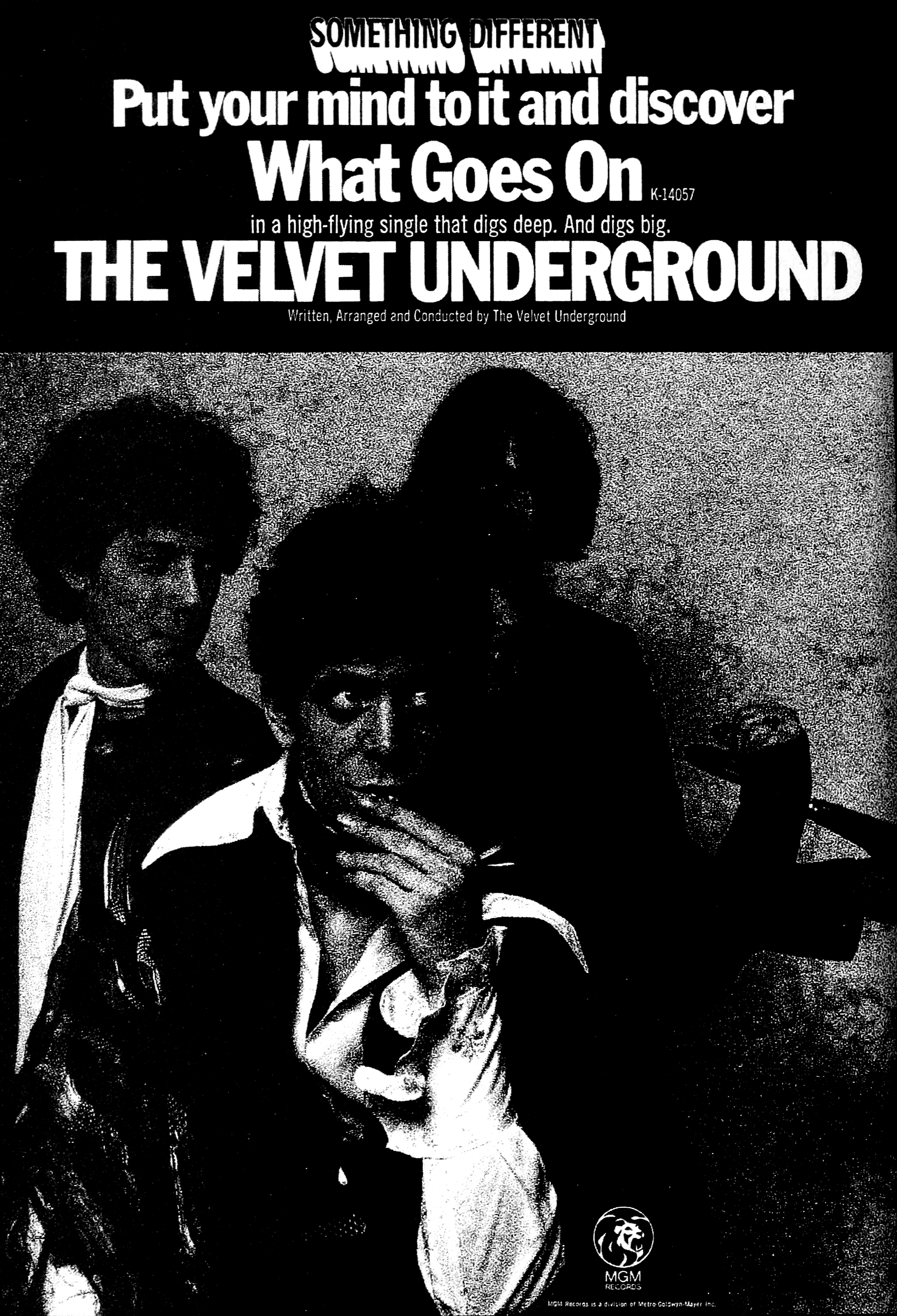
Anúncio para o single "What Goes On" do Velvet Underground, 1969

### Doug Yule se junta eThe Velvet Underground(1969)
Antes do trabalho em seu terceiro álbum começar, Cale foi substituído pelo músico Doug Yule do grupo de Boston Grass Menagerie, que tinha sido um colaborador próximo da banda. Yule, um nova-iorquino nativo, mudou-se para Boston para estudar teatro na Universidade de Boston, mas deixou o programa depois de um ano para continuar tocando música. Yule tinha visto os Velvets se apresentarem pela primeira vez em um evento estudantil na Universidade de Harvard em Cambridge no início de 1968, e quando a banda tocou no Boston Tea Party no final daquele ano, a banda ficou no apartamento de Yule na River Street, que ele estava alugando de seu gerente de estrada, Hans Onsager (que trabalhou em estreita colaboração com seu empresário Steve Sesnick). Foi durante este período que Morrison ouviu Yule tocando guitarra em seu apartamento, e mencionou a Reed que Yule estava praticando guitarra e estava melhorando rapidamente. Foi após essa discussão que levou a um telefonema de Steve Sesnick convidando Yule para se encontrar com a banda no Max's Kansas City, em Nova York, em outubro de 1968, para discutir a adesão ao Velvets antes de dois próximos shows em Cleveland, Ohio, no clube La Cave. Ao conhecer Reed, Sesnick e Morrison no Max's, Yule foi convidado a tocar baixo e órgão na banda, e ele logo contribuiria com os vocais também. Após vários meses de shows nos EUA, a banda gravou rapidamente seu terceiro álbum The Velvet Underground no final de 1968 no TTG Studios em Hollywood, Califórnia. Foi lançado em março de 1969. A fotografia da capa foi tirada por Billy Name. A capa do LP foi desenhada por Dick Smith, então um artista da equipe da MGM/Verve. Lançado em 12 de março de 1969, o álbum não conseguiu entrar na parada de álbuns Billboard 200.
As tendências ásperas e abrasivas nos dois primeiros discos estavam quase totalmente ausentes em seu terceiro álbum. Isso resultou em um som mais suave influenciado pela folk music, presciente do estilo de composição que logo formaria a carreira solo de Reed. Enquanto Reed cobriu uma vasta gama de assuntos líricos nos dois primeiros álbuns do Velvet Underground, os temas líricos do terceiro álbum eram mais "íntimos" por natureza. As composições de Reed também cobriram um novo terreno emocional, como ouvido nas músicas "Pale Blue Eyes", "Jesus", "Beginning to See the Light" e "I'm Set Free". O tom pessoal do assunto do álbum resultou no desejo de Reed de criar uma mixagem de "armário" que aumentasse os vocais para a frente, enquanto reduzia a instrumentação do álbum. A segunda mixagem (e mais amplamente distribuída) é a mixagem estéreo feita pelo engenheiro de gravação da equipe da MGM/Verve, Val Valentin. Outro fator na mudança de som foi que os amplificadores Vox da banda e vários fuzzboxes foram roubados de um aeroporto enquanto eles estavam em turnê e eles conseguiram substituições assinando um novo contrato de patrocínio com Sunn. Além disso, Reed e Morrison compraram guitarras elétricas Fender de 12 cordas, mas Doug Yule minimiza a influência do novo equipamento.
As partes de guitarra de Morrison e o baixo melódico e os vocais de harmonia de Yule são usados com destaque no álbum. As músicas e cantos de Reed são de natureza suave e confessional, e ele compartilhou os vocais principais com Yule, principalmente quando sua própria voz falhava sob estresse. Doug Yule cantou o vocal principal em "Candy Says" (sobre a estrela de Warhol, Candy Darling), que abre o LP, e um raro vocal principal de Moe Tucker é usado em "After Hours", que fecha o álbum, porque Reed sentiu que ela "inocente" era mais crível para uma música triste. O álbum tem a faixa experimental "The Murder Mystery", que utilizou todos os quatro membros da banda (Reed, Yule, Tucker e Morrison) lendo letras diferentes, às vezes simultaneamente, assim como a balada "Pale Blue Eyes".

### Ano na estrada e o quarto álbum "perdido" (1969)
O Velvet Underground passou grande parte de 1969 na estrada tanto nos EUA quanto no Canadá, e não fez muito progresso comercial. Apesar desses contratempos comerciais, a banda se concentrou em fazer shows ao vivo na estrada, tocando ambas as músicas retrabalhadas de seus álbuns anteriores e estreando novas músicas que encontrariam o caminho para o álbum Loaded, como "New Age", "Rock and Roll" e "Sweet Jane". Enquanto a banda continuou a fazer improvisações estendidas em seus shows ao vivo, em 1969 eles estavam se concentrando em performances ao vivo apertadas, e vários dos shows ao vivo que a banda tocou durante esse período acabariam sendo lançados como álbuns ao vivo muitos anos depois. O álbum ao vivo 1969: The Velvet Underground Live (com Reed, Yule, Morrison & Tucker) foi gravado em outubro de 1969, mas não lançado até 1974, pela Mercury Records, a pedido do crítico de rock Paul Nelson, que trabalhou em A&R para Mercury na época. Nelson pediu ao cantor e compositor Elliott Murphy para escrever notas para o álbum duplo. Em suas anotações, Murphy descreveu uma cena 100 anos no futuro, com um aluno tendo uma aula de "rock 'n' roll clássico" e ouvindo Velvet Underground. Ele se perguntou o que o aluno faria com a música e concluiu: "Eu gostaria que fosse daqui a cem anos (não suporto o suspense)".
Durante este período, a banda fez uma série de shows em novembro de 1969 no Matrix e no Family Dog em San Francisco; As gravações desses shows foram lançadas em 2001, como um álbum triplo ao vivo, Bootleg Series Volume 1: The Quine Tapes, que incluía a formação de Reed, Yule, Morrison e Tucker. Durante 1969 a banda gravou dentro e fora do estúdio, criando muito material promissor (tanto singles quanto one-offs) que nunca foram lançados oficialmente na época devido a disputas com sua gravadora. O que muitos consideram as músicas principais dessas sessões de gravação foram lançadas anos depois, em 1985, em um álbum de compilação chamado VU. O álbum VU marca o som de transição entre o terceiro álbum suave e o movimento da banda para o estilo de música pop rock de seu último álbum, Loaded. mais tarde usado em trilhas sonoras de filmes: "Stephanie Says" foi usado no filme de 2001 The Royal Tenenbaums; "I'm Sticking With You" tem uma rara faixa vocal dupla de Moe Tucker e Lou Reed, com Doug Yule acompanhando no piano, e foi incluída no filme Juno.
O resto das gravações, bem como alguns takes alternativos e faixas instrumentais foram posteriormente lançados em Another View, que foi lançado em 1986. Após a saída de Reed, ele retrabalhou várias dessas músicas para seus discos solo ao longo dos anos: "Stephanie Says ", "Ocean", "I Can't Stand It", "Lisa Says" e "Andy's Chest", bem como "She's My Best Friend", que havia sido originalmente cantada por Doug Yule.
Em 1969, as gravadoras MGM e Verve vinham perdendo dinheiro há vários anos. Um novo presidente, Mike Curb, foi contratado e decidiu cancelar os contratos de gravação de 18 de seus atos que supostamente glorificavam as drogas em suas letras, incluindo seus muitos atos controversos e não lucrativos. As bandas relacionadas a drogas ou hippies foram lançadas pela MGM; no entanto, a MGM insistiu em manter a propriedade de todas as fitas master de suas gravações e de acordo com um representante da MGM em um artigo da Rolling Stone de 1970, "não eram dezoito grupos, [Curb] foi citado erroneamente. Os cortes foram feitos em parte por causa do cena de drogas - como talvez um terço deles tivesse a ver com drogas. Os outros foram descartados porque não estavam vendendo." Mais tarde, Lou Reed comentaria na edição de 1987 da Creem que, embora não acreditasse que a MGM desistisse dos Velvets por associações de drogas, ele reconheceu: "Queríamos sair de lá".

### Loaded, gravidez de Tucker e residência no Max's Kansas City (1970)
A Cotillion Records (uma subsidiária da Atlantic Records especializada em blues e soul sulista) assinou com o Velvet Underground para o que seria seu último álbum de estúdio com Lou Reed: Loaded. O título do álbum se refere ao pedido da Atlantic de que a banda produzisse um álbum "carregado de hits". Embora o disco não tenha sido o grande sucesso que a empresa esperava, ele contém o pop mais acessível que o Velvet Underground tocou, e duas das músicas mais conhecidas de Reed, "Sweet Jane" e "Rock and Roll".
Pela gravação de Loaded, Doug Yule desempenhou um papel mais proeminente na banda, e com o incentivo de Reed, cantou o vocal principal em quatro músicas: "Who Loves the Sun", que abriu o álbum, "New Age", "Lonesome Cowboy Bill" e a faixa final, "Oh! Sweet Nuthin". Yule comentou uma vez sobre a gravação de Loaded: "Lou se apoiou muito em mim em termos de suporte musical e para harmonias, arranjos vocais. Eu fiz muito em Loaded. Isso meio que se transformou na gravação recreativa de Lou e Doug".
Enquanto o terceiro LP do Velvets foi gravado principalmente ao vivo em uma atmosfera colaborativa, a maior parte do Loaded foi feita em estúdio. Além de lidar com todas as funções de baixo e piano no Loaded, Yule também contribuiu com várias partes de guitarra e tocou bateria em cinco das dez faixas do álbum (mais notavelmente nas músicas "Rock and Roll" e "Sweet Jane"). já que Moe Tucker (que foi erroneamente creditado como baterista do álbum, apesar de não tocar nele) estava ausente em licença maternidade para ter sua primeira filha, chamada Kerry. Outras partes de bateria foram executadas pelo engenheiro Adrian Barber, o músico Tommy Castanaro e Billy Yule (irmão mais novo de Doug Yule), que ainda estava no ensino médio na época. Durante as sessões, Sterling Morrison retomou seus estudos de graduação no City College de Nova Iorque. Embora ele tenha contribuído com faixas de guitarra para o álbum, ele começou a dividir seu tempo entre as aulas, as sessões e os shows no Max's, deixando Reed e Yule para lidar com a maior parte dos arranjos.
Foi durante as sessões de gravação do Loaded que os Velvets (com Billy Yule substituindo a bateria) garantiram uma residência de nove semanas (de 24 de junho a 28 de agosto de 1970) na boate de Nova Iorque Max's Kansas City, tocando dois longos sets por noite, e apresentando arranjos alterados de músicas antigas de seus álbuns anteriores, bem como apresentando o novo material que logo comporia o Loaded. A última apresentação ao vivo de Reed com a banda no Max's foi gravada informalmente e foi lançada dois anos depois, em 1972, como Live at Max's Kansas City, também pela Atlantic Records.

### Saída de Reed e lançamento deLoaded(1970)
Desiludido com a falta de progresso que a banda estava fazendo e enfrentando a pressão do empresário Steve Sesnick, Reed decidiu sair da banda durante a última semana dos shows do Max's Kansas City em agosto de 1970. Embora Reed tivesse informado Tucker, que estava participando do show mas não tocando com a banda por causa da gravidez dela, que ele planejava deixar o grupo em sua última noite, ele não contou a Morrison ou Yule. Em uma entrevista de 2006, Yule disse que Sesnick esperou até uma hora antes de a banda subir ao palco na noite seguinte antes de notificá-lo de que Reed não viria. "Eu estava esperando [Lou] aparecer, pensei que ele estava atrasado." Yule culpou Sesnick pela saída de Reed. "Sesnick tinha planejado a saída de Lou do grupo. Ele e Lou tinham um relacionamento onde Lou dependia dele para apoio moral, e ele confiava nele, e Sesnick basicamente disse 'foda-se'. ... Deve ter sido difícil para Lou ouvir isso porque ele dependia dele, então ele desistiu." Enquanto Loaded foi finalizado e mixado, ainda não havia sido masterizado e não estava programado para ser lançado pela Atlantic até novembro daquele ano. Reed costumava dizer que ficava completamente surpreso quando via Loaded nas lojas. Ele também disse: "Deixei-os para o álbum deles cheio de sucessos que fiz".
Reed ficou perturbado com a edição de um verso da versão de "Sweet Jane". "New Age" também foi alterado: como originalmente gravado, sua linha de encerramento ("It's the beginning of a new age" como cantada por Yule) foi repetida muitas vezes. Um breve interlúdio em "Rock and Roll" também foi removido. (Para o box set de 1995 Peel Slowly and See, o álbum foi apresentado como Reed pretendia; a edição de dois discos "Fully Loaded" inclui as versões completas de "Sweet Jane" e "New Age".) Por outro lado, Yule apontou que o álbum foi para todos os efeitos finalizado quando Reed deixou a banda e que Reed estava ciente da maioria, se não de todas as edições.

### Live at Max's,Squeezee shows finais (1970–1973)
Com o empresário Steve Sesnick procurando preencher reservas (após a saída de Lou Reed), e com o lançamento pendente de Loaded em novembro de 1970, a banda, agora com Sterling Morrison na guitarra, Moe Tucker na bateria, Walter Powers no baixo e Doug Yule assumindo os vocais e guitarra, fez shows periódicos para promover o álbum de novembro de 1970 a agosto de 1971, fazendo shows nos Estados Unidos. A essa altura, Sterling Morrison havia se formado no City College de Nova York. Após um show em Houston, Texas, ele deixou o grupo em agosto de 1971 para buscar um PhD. em literatura medieval na Universidade do Texas em Austin. Ele tinha feito uma mala vazia e quando chegou a hora de a banda voltar para Nova Iorque, ele disse a eles no aeroporto que estava ficando no Texas e deixando a banda – o último membro fundador a sair. O substituto de Morrison foi o cantor e tecladista Willie Alexander. Esta breve formação da banda fez vários shows nos EUA e Canadá em setembro de 1971, e em outubro e novembro de 1971 a banda fez vários shows na Inglaterra, País de Gales e Holanda para apoiar o lançamento europeu de Loaded em 1971, alguns dos que foram lançados no box set de 2001, Final VU. Após o término da breve turnê européia em novembro de 1971, a formação de Yule, Tucker, Alexander e Powers se desfez.
Em maio de 1972, a Atlantic lançou Live at Max's Kansas City, a gravação da última apresentação do Velvet Underground com Reed (também com Doug Yule, Morrison e Billy Yule) feita por uma fã, Brigid Polk, em 23 de agosto de 1970. Por causa da publicidade em torno do lançamento e crescente interesse no Velvet Underground na Europa, Sesnick conseguiu um contrato de um único álbum com a Polydor no Reino Unido, e um punhado de shows promocionais foram agendados no Reino Unido em novembro e dezembro de 1972. para Yule, uma nova formação do Velvet Underground foi rapidamente montada por Yule para fazer os shows no Reino Unido. Esta breve formação do Velvet Underground consistia de Yule, o guitarrista Rob Norris (mais tarde do The Bongos), o baixista George Kay (Krzyzewski) e o baterista Mark Nauseef. Depois que Sesnick não apareceu em Londres para encontrar a banda com o equipamento necessário e os fundos da turnê, eles tocaram algumas datas para garantir dinheiro suficiente para os voos de volta aos EUA, e Yule deixou a banda quando a breve turnê terminou em dezembro de 1972. Foi durante este breve período no Reino Unido que Yule gravou o álbum da Polydor (finalmente intitulado Squeeze) sob o nome Velvet Underground praticamente sozinho, com apenas a ajuda do baterista do Deep Purple Ian Paice e alguns outros músicos de estúdio em um estúdio de Londres não especificado. Enquanto Yule pretendia recrutar Moe Tucker para tocar bateria no Squeeze e no punhado de shows promocionais, Sesnick vetou sua decisão e alegou que ela era "muito cara" para contratar. Yule também foi impedido por Sesnick de participar da mixagem das faixas do álbum antes do lançamento do álbum no ano seguinte.
Squeeze foi lançado em fevereiro do ano seguinte, 1973, apenas na Europa, com promoção mínima pela gravadora, e foi pouco respeitado pelos fãs e críticos. Stephen Thomas Erlewine observa que o álbum recebeu "críticas uniformemente terríveis" no lançamento inicial, e no início dos anos 1970, o NME Book of Rock o contou como "um álbum do Velvet Underground apenas no nome". Quando perguntado sobre Squeeze, Yule deu a entender que o empresário da banda Steve Sesnick orquestrou o álbum puramente como uma jogada de dinheiro. "Sesnick largou a segunda iteração da banda na Inglaterra sem dinheiro e sem equipamento e nos deixou lá para encontrar o caminho de volta. Ele me deu seis cópias do Squeeze como pagamento. Eu nunca recebi nenhum dinheiro. Quando você assina com a ASCAP ou BMI você recebe um adiantamento. Ele não apenas fez um acordo com eles, mas na verdade assinou como eu e pegou o dinheiro."
Apesar das críticas negativas do álbum em seu lançamento inicial, nos últimos anos o álbum foi revisitado por críticos e músicos com críticas mais simpáticas e favoráveis. Em 2011, o escritor musical Steven Shehori incluiu Squeeze em sua série "Criminally Overlooked Albums" para o The Huffington Post e, em uma longa resenha do álbum, ofereceu a seguinte avaliação positiva de Squeeze: "se você o arrancar das algemas de sua história obscura, Squeeze é nada menos que uma experiência de audição por excelência." A banda britânica Squeeze tirou o nome de seu título de acordo com o membro da banda Chris Difford, que ofereceu a seguinte opinião sobre o álbum em uma entrevista de 2012: "É um disco estranho, mas o nome veio daí, definitivamente. […] De uma forma retrospectiva eu gosto muito dele. Tem uma certa ingenuidade nisso."
Embora Yule tenha acabado com o Velvet Underground no final de 1972, uma banda com ele, Billy Yule, George Kay e o guitarrista Don Silverman (mais tarde conhecido como Noor Khan) foi incorretamente anunciado como Velvet Underground por dois shows em Boston e Long Island. . Os membros da banda se opuseram à cobrança (instigada por seu gerente de turnê); de acordo com Yule, o promotor não deveria anunciar a banda como Velvet Underground. No final de maio de 1973, a banda e o gerente da turnê se separaram, encerrando assim o Velvet Underground até que a formação clássica de Reed, Tucker, Morrison e Cale se reunisse na década de 1990.

### Desenvolvimentos pós-VU (1972–1990)
Reed, Cale e Nico se uniram no início de 1972 para fazer um show em Paris no clube Bataclan. Este show foi pirateado e finalmente recebeu um lançamento oficial como Le Bataclan '72 em 2003. Antes disso, Cale e Nico haviam desenvolvido carreiras solo. Nico também começou uma carreira solo com Cale produzindo a maioria de seus álbuns. Reed começou sua carreira solo em 1972 após um breve período sabático. Sterling Morrison foi professor por algum tempo, ensinando Literatura Medieval na Universidade do Texas em Austin, depois se tornou capitão de rebocador em Houston por vários anos. Moe Tucker criou uma família antes de retornar aos shows e gravações em pequena escala na década de 1980; Morrison estava em várias bandas de turnê, incluindo a banda de Tucker.
Yule posteriormente excursionou com Lou Reed e tocou no álbum Sally Can't Dance, e Yule (a pedido de Reed) também contribuiu com faixas de guitarra e baixo para o álbum de Reed Coney Island Baby, que pode ser ouvido na edição bônus do álbum (lançada em 2002). Yule tornou-se membro do American Flyer, depois abandonou a indústria da música completamente antes de reaparecer no início dos anos 2000.
Em 1985, a Polydor lançou o álbum VU, que coletou gravações inéditas que poderiam ter constituído o quarto álbum da banda para a MGM em 1969, mas nunca haviam sido lançados. Algumas das músicas foram gravadas quando Cale ainda estava na banda. Mais gravações inéditas da banda, algumas delas demos e faixas inacabadas, foram lançadas em 1986 como Another View.
Em 18 de julho de 1988, Nico morreu de hemorragia cerebral após um acidente de bicicleta.
O dramaturgo dissidente tcheco Václav Havel era fã do Velvet Underground, tornando-se amigo de Lou Reed. Embora alguns atribuam o nome da "Velvet Revolution" (Revolução de Veludo), que encerrou mais de 40 anos de regime comunista na Tchecoslováquia, à banda, Reed apontou que o nome Velvet Revolution deriva de sua natureza pacífica - que ninguém foi "realmente ferido". Reed também deu pelo menos uma entrevista de rádio onde ele afirmou que foi chamado de Revolução de Veludo porque todos os dissidentes estavam ouvindo o Velvet Underground que antecedeu a derrubada, e essa música foi uma inspiração para os eventos que se seguiram. Após a eleição de Havel como presidente, primeiro da Tchecoslováquia e depois da República Tcheca, Reed o visitou em Praga. Em 16 de setembro de 1998, a pedido de Havel, Reed se apresentou na Casa Branca em um jantar de estado em homenagem a Havel, oferecido pelo presidente Bill Clinton.

### Reuniões e morte de Morrison (1990–1996)
Em 1990, Reed e Cale lançaram Songs for Drella, um ciclo de canções sobre Andy Warhol, que morreu em 1987. Embora Morrison e Tucker tivessem trabalhado com Reed e Cale desde que o Velvet Underground se separou, Songs for Drella foi a primeira vez que os dois trabalharam juntos em décadas, e as especulações sobre uma reunião começaram a se formar, alimentadas pela aparição única de Reed, Cale, Morrison e Tucker para tocar "Heroin" como o bis de um breve Songs for Drella definido em Jouy-en-Josas, França. Lou Reed e Sterling Morrison também se juntaram a John Cale para um bis em seu show na Universidade de Nova Iorque em 5 de dezembro de 1992.
A formação Reed–Cale–Morrison–Tucker se reuniu oficialmente sem Yule (cuja inclusão foi defendida por Morrison) em 1992, iniciando as atividades com uma turnê européia começando em Edimburgo em 1º de junho de 1993, e incluindo uma apresentação em Glastonbury que apareceu em uma capa da NME. Cale cantou a maioria das músicas que Nico havia tocado originalmente. Além de atração principal (com Luna como banda de abertura), os Velvets se apresentaram como banda de apoio em cinco datas da Zoo TV Tour do U2. Com o sucesso da turnê européia de reunião do Velvet Underground, uma série de datas de turnê nos EUA foram propostas, assim como uma transmissão MTV Unplugged e possivelmente até algumas novas gravações em estúdio. Antes que tudo isso pudesse se concretizar, Cale e Reed se desentenderam novamente, separando a banda mais uma vez.
Em 30 de agosto de 1995, Sterling Morrison morreu de linfoma não Hodgkin depois de retornar à sua cidade natal de Poughkeepsie, Nova Iorque, aos 53 anos. Quando a formação clássica da banda foi introduzida no Rock and Roll Hall of Fame em 1996, Reed, Tucker e Cale reformaram o Velvet Underground pela última vez. Doug Yule não foi empossado e não compareceu. Na cerimônia, a banda foi empossada por Patti Smith, e o trio cantou "Last Night I Said Goodbye to My Friend", escrita em homenagem a Morrison.

### Reunião na BPNI, morte de Reed e concerto do Grammy (2009–2017)
Em dezembro de 2009, para comemorar o 45º aniversário da formação da banda, Reed, Tucker e Yule (com Cale ausente) deram uma rara entrevista na Biblioteca Pública de Nova Iorque.
O Velvet Underground continua a existir como uma parceria baseada em Nova York gerenciando os aspectos financeiros e de catálogo para os membros da banda. Em janeiro de 2012, os membros sobreviventes da banda iniciaram uma ação legal contra a Fundação Andy Warhol para as Artes Visuais pelo uso não autorizado do desenho de banana do álbum de estreia. As caixas do 45º aniversário dos quatro primeiros álbuns de estúdio da banda, incluindo material bônus significativamente expandido, apareceram de 2012 a 2015; a caixa ao vivo The Complete Matrix Tapes, composta por versões remixadas e remasterizadas de uma série de apresentações de 1969 gravadas profissionalmente, também apareceu em 2015.
Em 27 de outubro de 2013, Lou Reed morreu em sua casa em Southampton, Nova Iorque, aos 71 anos. Ele havia sido submetido a um transplante de fígado no início do ano. John Cale respondeu ao falecimento de Reed dizendo: "O mundo perdeu um bom compositor e poeta... Perdi meu 'amigo de pátio de escola'".
Em 2017, John Cale e Maureen Tucker se reuniram para apresentar “I’m Waiting for the Man” no concerto Grammy Salute to Music Legends.

## Legado
O Velvet Underground é considerado uma das bandas mais influentes da história do rock. Em 1996 eles foram introduzidos no Rock and Roll Hall of Fame. O crítico Robert Christgau os considera "a banda número três dos anos 1960, depois dos Beatles e James Brown and His Famous Flames". AllMusic escreveu que "Poucos grupos de rock podem reivindicar ter desbravado tanto território novo e manter um brilho tão consistente no registro, como o Velvet Underground durante sua breve vida [...] o aventureirismo sônico da vanguarda, e introduziu um novo grau de realismo social e excentricidade sexual em letras de rock - eram muito abrasivos para o mainstream lidar." Seus primeiros quatro álbuns foram incluídos na lista de 500 Maiores Álbuns de Todos os Tempos da Rolling Stone. Eles foram classificados como o 19º maior artista pela mesma revista e o 24º maior artista em uma pesquisa da VH1.

## Membros
Membros de fundação
- Angus MacLise – percussão (1965) (morreu em 1979)
- Doug Yule – vocais (1968–1973), guitarra (1970–1973), baixo (1968–1970, 1972–1973), teclados (1968–1971, 1972–1973)
- Walter Powers – baixo, vocais de apoio (1970–1972)
- Willie Alexander – teclados, vocais de apoio (1971–1972)

Line-up clássico
- Lou Reed – vocais, guitarra (1965–1970, 1990, 1992–1993, 1996), teclados (1968–1970) (morreu em 2013)
- John Cale – viola, baixo, teclados, vocais de apoio (1965–1968, 1990, 1992–1993, 1996)
- Sterling Morrison – guitarra, vocais de apoio (1965–1971, 1990, 1992–1993), baixo (1965–1970, 1990, 1992–1993) (morreu em 1995)
- Moe Tucker – bateria, percussão (1965–1972, 1990, 1992–1993, 1996)

## Discografia
- 1967: The Velvet Underground & Nico
- 1968: White Light/White Heat
- 1969: The Velvet Underground
- 1970: Loaded
- 1973: Squeeze